# بخش گوندا
بخش گوندا (به انگلیسی: Gonda district) یک منطقهٔ مسکونی در هند است که در Devipatan division واقع شده‌است. بخش گوندا ۴٬۰۰۳ کیلومتر مربع مساحت و ۳٬۴۳۳٬۹۱۹ نفر جمعیت دارد.